# Sālote Tupou III
Sālote Tupou III (Sālote Mafile'o Pilolevu; 13 tháng 3, 1900 – 16 tháng 12, 1965) là Nữ hoàng của Vương quốc Tonga từ 1918 cho đến 1965. Bà cai trị đất Tonga được gần 48 năm, lâu hơn bất cứ vị vua Tonga nào khác.

## Cuộc sống ban đầu

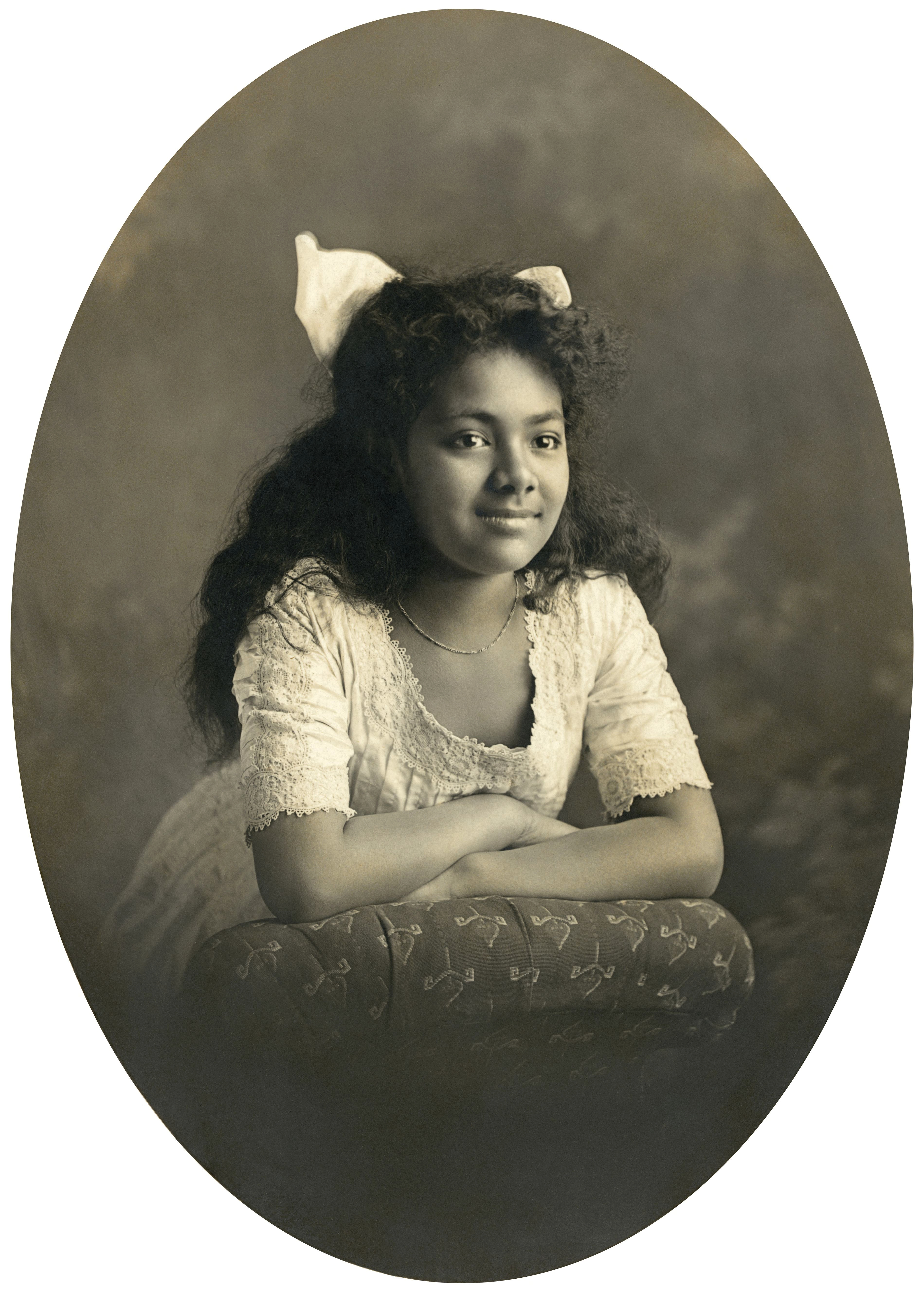
Thái nữ Sālote năm 1908 khi còn là một cô bé.

Sālote sinh ngày 13 Tháng 3, 1900 tại Tonga, là con gái lớn nhất cũng như người kế vị của Quốc Vương George Tupou II of Tonga và Hoàng hậu Lavinia Veiongo. Tuy nhiên, bà lại không được lòng dân cho lắm vì bị coi là được sinh ra từ một "người mẹ không đúng" bởi mẹ bà không được sinh ra từ một gia đình quý tộc mà chỉ là thường dân, thậm chí sẽ không an toàn nếu bà bước chân ra ngoài cung điện.
Mẹ bà, Hoàng hậu Lavinia đã qua đời vì bệnh lao phổi vào ngày 25 Tháng 4, 1902. Sau cái chết của Lavinia, các thủ lĩnh Tonga thúc Nhà vua Tupou II trong suốt nhiều năm để tái hôn và sinh ra một thái tử thay vì bà để kế vị ngai vàng. Ngày 11 Tháng 11, 1909, nhà vua lấy một cô gái 16 tuổi ʻAnaseini Takipō, các thủ lĩnh đã vui mừng và ủng hộ cuộc hôn nhân. Hoàng hậu Anaseni sinh ra được hai cô công chúa: HRH Công chúa Onelua (sinh ngày 20 Tháng 3, 1911; tuy nhiên lại chết sớm 6 tháng sau đó vì một chứng co giật) và HRH Công chúa Elisiva Fusipala Taukiʻonetuku (sinh ngày 26 Tháng 7, 1912; chết ở tuổi 20 vì bệnh viêm phúc mạc ngày 21 Tháng 4, 1933).

## Giáo dục
Tháng 12, 1909 Sālote được gửi đến Auckland, New Zealand để bắt đầu 5 năm học của mình. Sau Tháng 12, 1914 nhà vua muốn bà ở lại Tonga để kỳ vọng cho Hoàng hậu Anaseni rằng sẽ hạ sinh được một thái tử.

## Cuộc đời
Bà kết hôn với Viliami Tungī Mailefihi và hạ sinh ba hoàng tử: Siaosi Tāufa'āhau Tupoulahi – sau này trở thành Vua Tupou IV, Uiliami Tuku'aho (1919 – 1936), và Sione Ngū Manumataongo.
Nữ hoàng Tupou III mất ngày 16 Tháng 12, 1965 tại Bệnh viện thành phố Auckland sau một cơn đau kéo dài. Thi thể của bà đã được chuyển về Tonga.Tupou III nổi tiếng với chiều cao vượt bậc của mình, cao 1m91 thời còn xuân sắc.

## Thành tựu

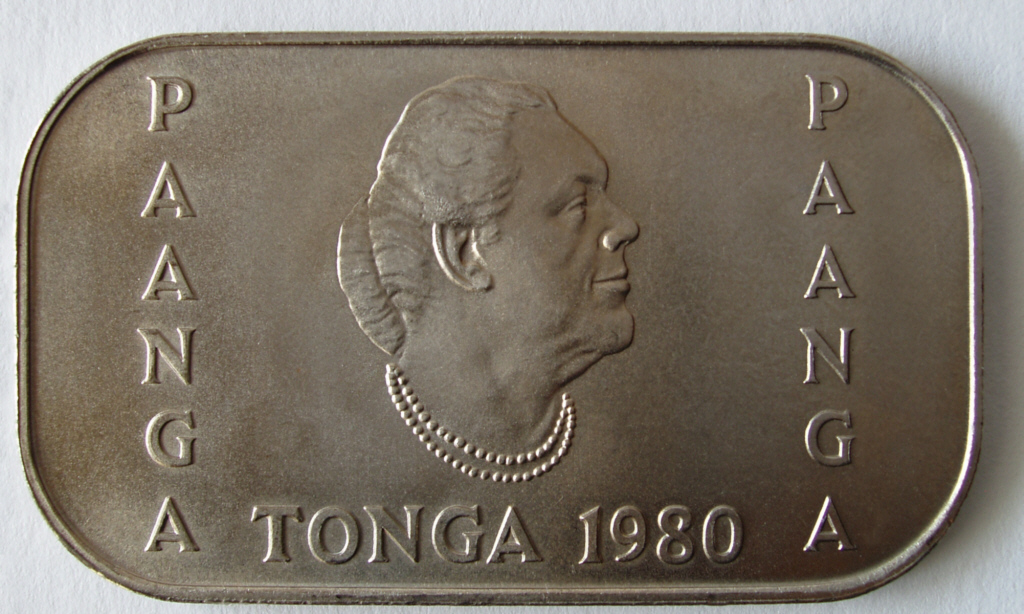
Một đồng paʻanga in hình Nữ hoàng Salote Tupou III.

Cuộc hôn nhân của bà với Viliami Tungī Mailefihi là một sự giàn xếp hoàn hảo của cha bà, vì Tungī chính là một hậu huệ trực tiếp của gia đình hoàng tộc Tonga (Nhà Tu'i Ha'atakalaua), điều này sẽ khiến cho người kế vị ngai vàng sau này cũng sẽ mang dòng máu chính thống trực tiếp của hoàng gia chứ không bị gián đoạn chỉ bởi vì bà là phụ nữ mà làm vua.
Bà đã đưa Tonga đến với thế giới nhiều hơn khi tham dự lễ đăng quang của Nữ hoàng Anh năm 1953 tại London.